# Чедо Вржина
Чедо Вржина (Босански Петровац, 1944) српски је правник и бивши министар у Влади Републике Српске. Вршио је дужност јавнога правобраниоца, тужиоца, секретара СО Власеница, те директора КПЗ Источно Сарајево. У склопу Владе Републике Српске обављао је дужност министра правде РС.

## Биографија
Чедо Вржина је рођен у Босанском Петровцу 1944. У Босанском Петровцу је завршио основну школу и Гимназију. У Крагујевцу наставља даље школовање на Факултету за физику, хемију и математику. Након завршетка факултета у Крагујевцу, почиње да ради у Основној и Средњој школи у Власеници да би затим наставио факултетско образовање на Правном факултету у Сарајеву. Правосудни испит полаже у Београду.